# Raul Daza
Raul A. Daza (Manilla, 2 mei 1935) is een voormalig Filipijns politicus. Daza was tussen 1969 en 2019 in totaal 22 jaar lid van het Filipijns Huis van Afgevaardigden namens Northern Samar. Ook was hij van 2001 tot 2010 gouverneur van de provincie Northern Samar.

## Biografie
Raul Daza werd geboren op 2 mei 1935 in de Filipijnse hoofdstad Manilla. Zijn ouders waren Raymundo Daza en Rosario Aguila. Na het voltooien van zijn middelbare schoolopleiding aan de UP High School in 1951, voltooide hij een bachelor-opleiding rechten aan de University of the Philippines. In 1957 slaagde Daza voor het toelatingsexamen (bar exam) van de Filipijnse balie. Twee jaar later voltooide hij tevens cum laude een Bachelor of Business Administration aan de University of the East. In 1965 slaagde Daza voor het examen van Certified Public Accountant (CPA).  
Na zijn rechtenstudie was Daza werkzaam als advocaat en had hij een eigen advocatenkantoor. Ook was hij van 1963 tot 1967 actief als boksmanager van 1963 tot 1967 en bokspromotor van 1967 tot 1969 en was hij advocaat voor de Philippine Boxing Association. 
Bij de Filipijnse verkiezingen van 1969 werd Daza gekozen in het Filipijns Huis van Afgevaardigden als afgevaardigde van Northern Samar. Zijn termijn kwam in september 1972 voortijdig ten einde toen president Ferdinand Marcos de staat van beleg uitriep en het Huis op hield te bestaan. Omdat te voorkomen dat hij als oppositielid opgepakt zou worden besloot Daza met zijn familie te emigreren naar de Verenigde Staten. In zijn periode in de Verenigde Staten slaagde hij voor de toelatingsexamens van de de balie en het CPA-examen van de staat Californië. In 1985 keerde Daza terug naar de Filipijnen waar hij zoals verwacht werd gearresteerd. 
Na de val van Marcos door de EDSA-revolutie in 1986, werd Daza bij de eerstvolgende verkiezingen in 1987 opnieuw gekozen in het Huis van Afgevaardigden, ditmaal namens het eerste kiesdistrict van Northen Samar. In 1992 en 1995 werd Daza herkozen, waardoor zijn termijn het Huis in 1998 na drie opeenvolgende termijnen ten einde kwam. Van 2001 tot 2010 werd Daza drie opeenvolgende termijnen gekozen als gouverneur van Northen Samar. Aansluitend werd hij bij de verkiezingen van 2010 opnieuw gekozen tot afgevaardigde van het 1e kiesdistrict van Northern Samar. Drie jaar later verloor Daza van Harlin Abayon. De verkiezingen van 2016 won Daza Abayon weer te verslaan, waarmee hij als enige in het 17e Filipijns Congres ook al afgevaardigde was in de jaren voor de jaren van staat van beleg. 
Daza is getrouwd met Teresita Ruiz en kreeg met haar vier kinderen.